# Regionalismo (política)
Politicamente, regionalismo é uma ideologia política que se prende nos interesses de uma região em particular ou grupo de regiões tradicionais ou formais (divisões administrativas, subdivisões nacionais, etc.). Muitas vezes se torna o embrião de nacionalismos após a fragmentação de impérios geopolíticos mal disfarçados de pseudo-nações, etc.